# Jake's Women
Jake's Women és una obra de teatre de Neil Simon de 1992. L'obra se centra en Jake, un escriptor amb un matrimoni amb problemes. Jake parla amb moltes de les dones que coneix, tant a la vida real com en la seva imaginació, mentre treballa per salvar el seu matrimoni. Jake, que patia psicosi i veia representacions de la seva filla als 12 anys, la seva difunta esposa Julie i la recent esposada divorciada Maggie, tracta la incapacitat d'escriure productivament i ha de resoldre aquests problemes.

## Produccions
Jake's Women fou representada a Broadway al Neil Simon Theater el 24 de març de 1992 i va tancar el 25 d'octubre de 1992 després de 245 representacions i 14 preestrenes. Dirigida per Gene Saks, el repartiment era format per Alan Alda (Jake), Helen Shaver (Maggie), Brenda Vaccaro (Karen), Kate Burton (Julie), Joyce Van Patten (Edith), Tracy Pollan (Molly als 21), i Talia Balsam (Sheila). Els conjunts i vestits eren de Santo Loquasto i la il·luminació de Tharon Musser.
Alan Alda fou nominat al premi Tony al millor en una obra.

## Història
Jake's Women es va estrenar al Old Globe Theatre (San Diego, Califòrnia) en març de 1990, representada durant el mes d'abril, protagonitzada per Peter Coyote amb direcció de Jack O'Brien. Segons Simon, després que es tanqués la producció, va tornar a escriure "el 70 per cent", i el paper de Jake es va tornar a escriure amb Alan Alda amb un nou director, Gene Saks. El paper de Jake es va tornar a escriure, segons Simon: "Jake solia reaccionar amb les altres persones ... ara és la peça central".
Abans de l'estrena a Broadway, Jake's Women es va escenificar al Stevens Center de Winston-Salem com a part de la preestrena de Broadway a la North Carolina School of the Arts. L'obra, protagonitzada per Alan Alda, va fer 19 actuacions amb les entrades venudes.
El 2016 Jake's Women fou representada al Teatre Beit Zvi a Ramat Gan, Israel.

## Pel·lícula
El 1996, l'obra es va convertir en telefilm interpretada per Alan Alda sota la direcció de Glenn Jordan. Tant Alda com Van Patten foren portats del repartiment original per interpretar els papers de Jake i Edith.

## Versió en castellà
Es va representar en castellà al Teatro Príncipe Gran Vía de Madrid el gener de 1999 dirigida i interpretada per Carlos Larrañaga. Fou adaptada per Juan José Arteche i els altres intèrprets eren Pilar Velázquez, Marisa Lahoz, Maribel del Prado, Marisa Pino, Marta Gutiérrez i Alicia Martínez.